# آرموتسباخ
آرموتسباخ (به انگلیسی: Armuthsbach)، رودی به طول ۱۸٫۴ کیلومتر است که ریزابه چپی از آهر در ایالت‌های نوردراین-وستفالن و راینلاند-فالتس آلمان می‌باشد.